# 형사 서피코
《형사 서피코》(영어: Serpico)는 미국에서 제작된 시드니 루멧 감독의 1973년 전기 범죄 드라마 영화이다. 알 파치노 등이 출연하였고, 마틴 브레그먼 등이 제작에 참여하였다.
이 영화는 상업적으로 성공을 거두었다.

## 출연진
- 알 파치노
- 존 랜돌프
- 잭 키호
- 비프 맥과이어
- 바버라 에다영
- 코닐리아 샤프
- 토니 로버츠
- 제임스 톨컨
- 버나드 배로
- 네이선 조지
- 앨런 노스
- M. 에밋 월시
- F. 머리 에이브러햄 (크레디트 미기재)
- 저드 허시 (크레디트 미기재)

## 기타 제작진
- 협력 제작: 로저 M. 로스틴
- 미술: 찰스 베일리
- 의상: 애나 힐 존스톤

## 우리말 녹음
KBS 성우진 (1993년 12월 19일)
SBS 성우진 (1999년 4월 23일)